# Barh
Barh è una suddivisione dell'India, classificata come municipality, di 48.405 abitanti, situata nel distretto di Patna, nello stato federato del Bihar. In base al numero di abitanti la città rientra nella classe III (da 20.000 a 49.999 persone).

## Geografia fisica
La città è situata a 25° 28' 60 N e 85° 43' 0 E e ha un'altitudine di 46 m s.l.m..

## Società

### Evoluzione demografica
Al censimento del 2001 la popolazione di Barh assommava a 48.405 persone, delle quali 26.097 maschi e 22.308 femmine. I bambini di età inferiore o uguale ai sei anni assommavano a 7.375, dei quali 3.860 maschi e 3.515 femmine. Infine, coloro che erano in grado di saper almeno leggere e scrivere erano 28.710, dei quali 17.155 maschi e 11.555 femmine.